# Dominion Theatre
El Dominion Theatre es un teatro de Londres, Reino Unido. Un antiguo cine, se trata de uno de los teatros del West End londinense, situándose en Tottenham Court Road, cerca del St Giles Circus y del rascacielos Centre Point.